# 7,63×25 mm Mauser
A 7,63×25 mm Mauser (.30 Mauser Automatic) volt a Mauser C96 szolgálati pisztoly eredeti lőszere. A lőszer alapja az 1893-as 7,65×25 mm Borchardt lőszer volt, az egyetlen, ebben az időben sikeresen gyártott öntöltő pisztolylőszer. A 7,63 mm Mausert időnként összetévesztik a későbbi, szintén palacknyakú 7,65×21 mm Parabellum (.30 Luger) pisztolylőszerrel.
A 7,63 mm Mauser lőszer volt az alapja a Szovjetunióban alkalmazott 7,62×25 mm Tokarev lőszernek. Habár a két lőszer hüvelyméretei közel azonosak, a 7,62 mm Tokarev erősebb lőportöltettel rendelkezik, így nem alkalmas a C96-ban vagy más 7,63 mm Mauserhez tervezett lőfegyverben való használatra. Ellenben a 7,63 mm Mauser használható a 7,62 mm Tokarevhez tervezettekben.
A 7,63 mm Mauserhez tervezett lőfegyverek például a Mauser C96, változatai és másolataik, az Astra Model 900 és változatai, és számos második világháború előtti géppisztoly, mint a Kínába és Japánba exportált Bergmann M/20 és a SIG MKMO.
A finn–szovjet téli háború és a második világháború alatt a lőszer használatban volt a finn és német haderőknél, hogy használni tudják a zsákmányolt szovjet géppisztolyokat a 7,62×25 mm-es lőszer helyettesíthetősége miatt. Finn katonai feljegyzések szerint a Finn Hadsereg egymillió darab 7,63 mm Mauser lőszert rendelt az FN-től erre a célra.
A 7,63 mm Mauser lőszer jelenleg is gyártják a következő cégek: Fiocchi, Sellier & Bellot és Prvi Partizan.

## Fordítás
- Ez a szócikk részben vagy egészben  a(z)   7.63x25mm Mauser című angol Wikipédia-szócikk fordításán alapul.  Az eredeti cikk szerkesztőit annak laptörténete sorolja fel. Ez a jelzés csupán a megfogalmazás eredetét és a szerzői jogokat jelzi, nem szolgál a cikkben szereplő információk forrásmegjelöléseként.